# Клисон
Клисон (фр. Clisson) насеље је и општина у западној Француској у региону Лоара, у департману Атлантска Лоара која припада префектури Нант.
По подацима из 2011. године у општини је живело 6683 становника, а густина насељености је износила 591,42 становника/km². Општина се простире на површини од 11,3 km². Налази се на средњој надморској висини од 27 метара (максималној 71 m, а минималној 7 m).

## Демографија
| 1962. | 1968. | 1975. | 1982. | 1990. | 1999. | 2011. |
| ----- | ----- | ----- | ----- | ----- | ----- | ----- |
| 3.719 | 4.179 | 4.537 | 4.959 | 5.495 | 5.939 | 6.683 |

График промене броја становника у току последњих година